# الدورة 19 للجنة التراث العالمي
الدورة التاسعة عشرة للجنة التراث العالمي انعقدت في الفترة ما بين 4 ديسمبر وحتى 9 ديسمبر من العام 1995، وذلك في مدينة برلين بألمانيا.

## الأعضاء
- البرازيل
- الصين
- كولومبيا
- قبرص
- مصر
- فرنسا
- ألمانيا
- إندونيسيا
- إيطاليا
- اليابان
- لبنان
- المكسيك
- النيجر
- عُمان
- بيرو
- الفلبين
- السنغال
- إسبانيا
- سوريا
- تايلاند
- الولايات المتحدة